# Feridun Sinirlioğlu

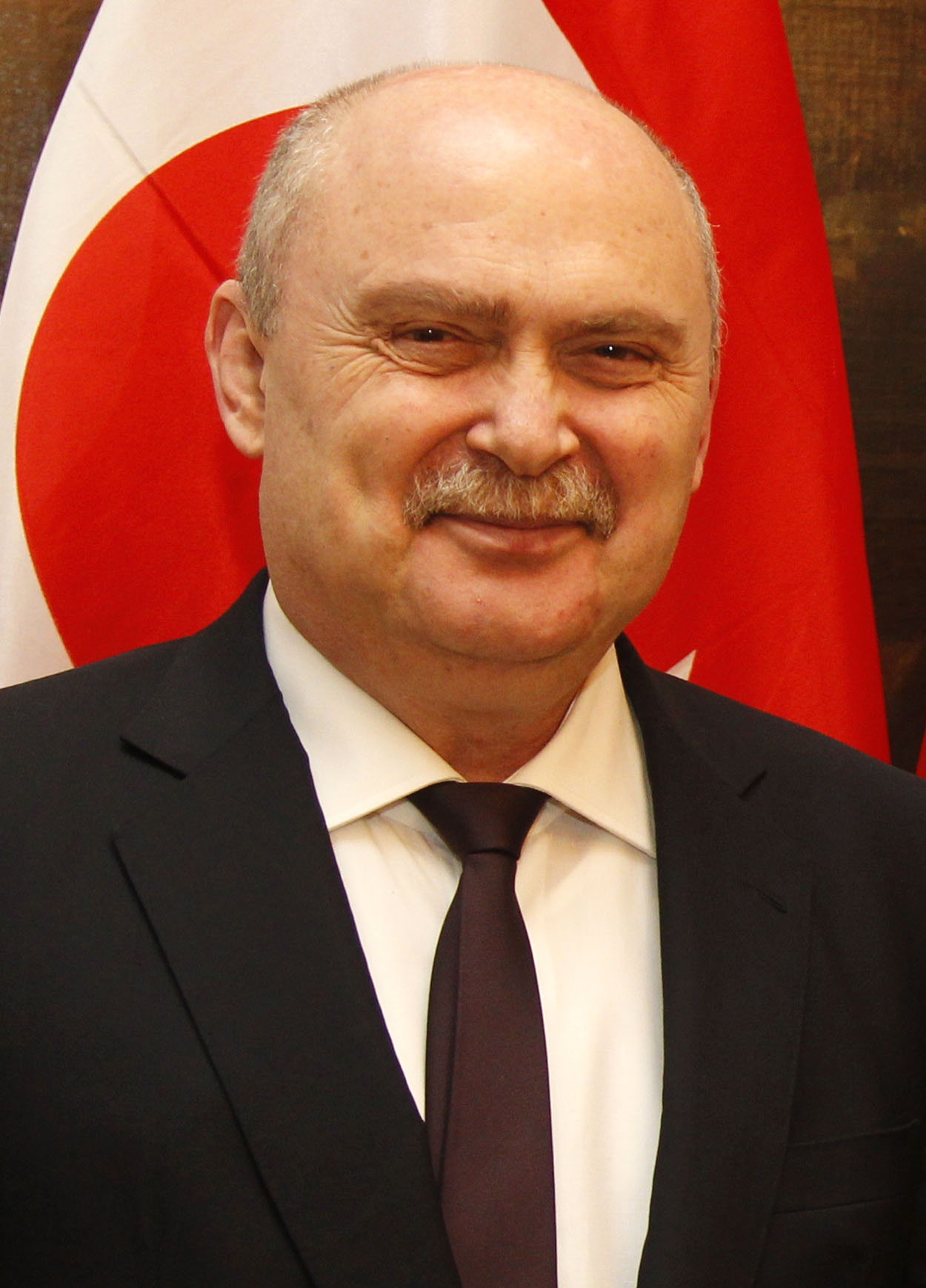
Feridun Sinirlioğlu

Feridun Hadi Sinirlioğlu (* 30. Januar 1956 in Görele) ist ein türkischer Diplomat und Beamter im Außenministerium der Türkei. 2015 war er Außenminister seines Landes in der Übergangsregierung von Ministerpräsident Ahmet Davutoğlu. Von 2016 bis 2023 war er Ständiger Vertreter der Türkei bei den Vereinten Nationen.

## Leben
Sinirlioğlu wurde 1956 in Görele in der Provinz Giresun am Schwarzen Meer geboren. Er studierte am Institut für Internationale Beziehungen der Ankara Üniversitesi Politikwissenschaften. Seinen Master-Abschluss in Politik- und Verwaltungswissenschaften erhielt er am Institut für Internationale Beziehungen der Boğaziçi University, wo er auch promovierte.
Nach dem Studium begann Sinirlioğlu seine berufliche Karriere als Beamter im Ministerium für Auswärtige Angelegenheiten. In den Jahren 1982/83 leistete er seinen Wehrdienst. Im Jahr 1985 wurde Sinirlioğlu zweiter Sekretär in der türkischen Botschaft in Den Haag, später leitender Sekretär. Im Jahr 1988 wurde er leitender Sekretär der türkischen Botschaft in Beirut und 1990 in Griechenland. Im Jahr 1990 wurde Sinirlioğlu Chefsekretär des stellvertretenden Unterstaatssekretärs in der Abteilung für bilaterale Angelegenheiten. Im folgenden Jahr wurde er Sonderberater des Unterstaatssekretärs und 1992 von Ministerpräsident Süleyman Demirel. 
1992 wurde er Unterstaatssekretär der ständigen Delegation seines Landes bei den Vereinten Nationen. Zwischen dem 2. September 1996 und dem 15. September 2000 war er Chefberater des türkischen Staatspräsidenten Demirel. Anschließend war er bis zum 1. Juli 2002 Leiter der Abteilung für den Nahen und Mittleren Osten und Nordafrika. Zwischen dem 1. Juli 2002 und dem 15. Januar 2007 war er Botschafter in Tel Aviv. 2007 berief man Sinirlioğlu zum stellvertretenden Unterstaatssekretär der Abteilung für bilaterale Angelegenheiten  Seit dem 21. August 2009 ist er Unterstaatssekretär des türkischen Außenministeriums.
Im Oktober 2016 wurde Sinirlioğlu als Nachfolger von Yaşar Halit Çevik Ständiger Vertreter bei den Vereinten Nationen und war in dieser Funktion bis Februar 2023 tätig, als er von Sedat Önal abgelöst wurde.

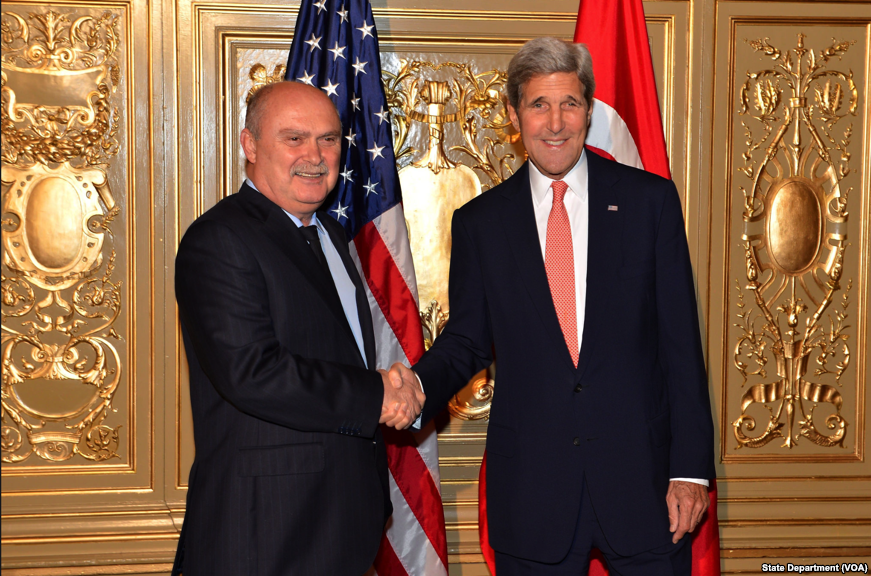
Sinirlioğlu zu Besuch bei US-Außenminister John Kerry (September 2015)

Nach der Parlamentswahl in der Türkei im Juni 2015 gelang es dem Wahlgewinner Ahmet Davutoğlu (AKP) nicht, eine Regierung zu bilden, sodass Staatspräsident Recep Tayyip Erdoğan Neuwahlen ausrief. Während der Übergangszeit muss nach der türkischen Verfassung eine Regierung gebildet werden, der alle Parteien des Parlamentes angehören. Wenn eine Partei keinen Minister benennen möchte, müssen Unabhängige ihren Sitz in der Interimsregierung übernehmen.
Erdoğan rief im August für den November 2015 Neuwahlen aus und beauftragte Davutoğlu mit der Bildung einer Übergangsregierung. Da sich die größte Oppositionspartei Cumhuriyet Halk Partisi (CHP) und die Milliyetçi Hareket Partisi (MHP) weigerten, Minister in das Kabinett zu entsenden, mussten die acht Minister mit Unabhängigen besetzt werden. Daher wurde Sinirlioğlu bis zur Bildung einer neuen Regierung Außenminister.
Feridun Sinirlioğlu ist mit der Diplomatin Ayşe Sinirlioğlu verheiratet. Das Paar hat zwei Kinder.